# Tom Kennedy (Schauspieler)

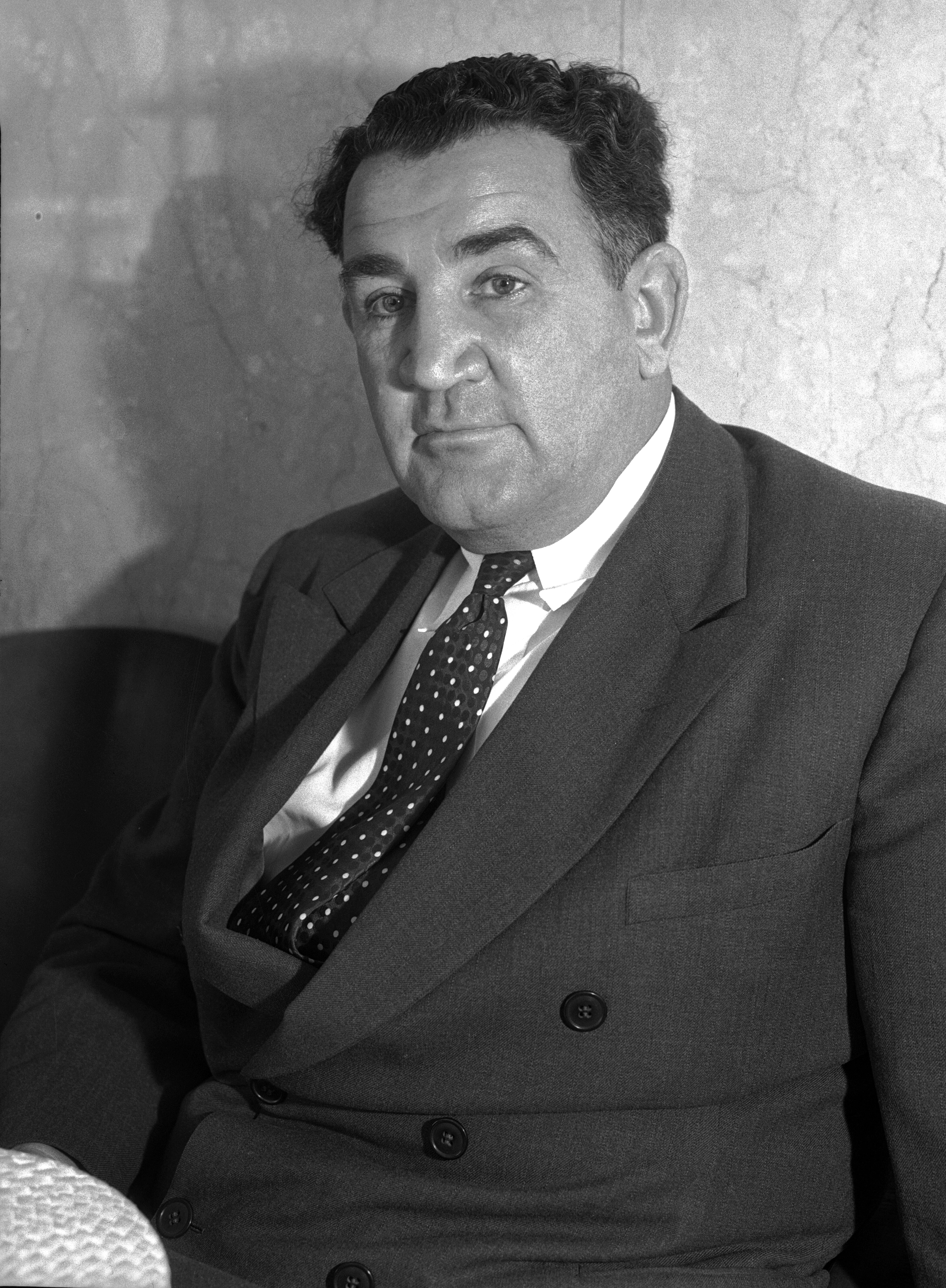
Tom Kennedy (1935)

Tom Kennedy (* 15. Juli 1885 in New York City, New York, USA; † 6. Oktober 1965 in Los Angeles, Kalifornien, USA) war ein US-amerikanischer Schauspieler. Er war vor allem für seine komödiantischen Rollen bekannt.

## Leben
Nachdem er zunächst einige Zeit als Boxer aktiv gewesen war, begann Tom Kennedy seiner Filmkarriere im Jahr 1915 mit stummen Kurzfilmkomödien. In seiner 50-jährigen Filmkarriere stand er in rund 400 Film- und Fernsehproduktionen vor der Kamera, wenngleich insbesondere ab Beginn der Tonfilmära Ende der 1920er-Jahre oftmals nur in kleineren Nebenrollen besetzt. Bis kurz vor seinem Tod durch Knochenkrebs stand Kennedy vor der Kamera, wobei er ab den 1950er-Jahren auch regelmäßig für das Fernsehen arbeitete. 
Seine bemerkenswertesten Rollen hatte er in Hollywood-Komödien der berühmten Filmproduzenten Mack Sennett und Hal Roach. Er spielte mehrfach an der Seite prominenter Hauptdarsteller wie Mabel Normand, W. C. Fields, Laurel und Hardy und den Marx Brothers.
Sein Kollege und Namensvetter Edgar Kennedy („Old Slowburn“) wurde gelegentlich mit Tom Kennedy verwechselt, oft hielt man beide irrigerweise für Brüder. Die beiden Komödianten waren ohne verwandtschaftliche Bande eng befreundet. Sie traten oft gemeinsam auf, stellten gelegentlich auch in komödiantischer Manier die Irrtümer bezüglich der vermeintlichen Verwandtschaft richtig.

## Filmografie (Auswahl)
- 1915: Das Lamm (The Lamb)
- 1915: Double Trouble
- 1915: A Submarine Pirate (Kurzfilm)
- 1918: Mickey
- 1919: Yankee Doodle in Berlin
- 1919: Ein Mann, ein Mädchen und ein Hund (The Island of Intrigue)
- 1920: Kismet
- 1923: Scaramouche
- 1925: Herr über Leben und Tod (As Man Desires)
- 1925: Der König der Gaukler (The Best Bad Man)
- 1926: Riff und Raff im Weltkrieg (Behind the Front)
- 1926: Der Weiberfeind (Mantrap)
- 1927: Das Geheimnis des Vulkans (Silver Valley)
- 1928: Riff und Raff als Frauenhelden (Wife Savers)
- 1928: The Cop
- 1929: Die Sache mit der Hose (Liberty, Kurzfilm)
- 1930: Hölle hinter Gittern (The Big House)
- 1931: Alle Griffe erlaubt (Sit Tight)
- 1931: Young as You Feel
- 1931: Die Marx Brothers auf See (Monkey Business)
- 1931: New Adventures of Get-Rich-Quick Wallingford
- 1932: Wer hat hier recht? (Lady and Gent)
- 1932: Laurel und Hardy: Die Teufelsbrüder (Pack Up Your Troubles)
- 1932: Wenn ich eine Million hätte (If I Had a Million)
- 1932: Flirt (Huddle)
- 1933: Sie tat ihm unrecht (She Done Him Wrong)
- 1933: Die 42. Straße (42nd Street)
- 1933: Sexbombe (Bombshell)
- 1933: Mädchenraub in Wildwest (Man of the Forest)
- 1934: Hollywood Party
- 1935: Im Scheinwerferlicht (Bright Lights)
- 1935: Oh, My Nerves (Kurzfilm)
- 1935: Frauen – Launen (The Bride Comes Home)
- 1936: Fünflinge (The Country Doctor)
- 1936: Poppy
- 1936: Um den Krügerdiamanten (The Return of Sophie Lang)
- 1937: Horoskope lügen nicht (When’s Your Birthday?)
- 1937: Das Sklavenschiff (Slave Ship)
- 1937: Varsity Show
- 1937: The Case of the Stuttering Bishop
- 1940: Die unvergessliche Weihnachtsnacht (Remember the Night)
- 1940: Ein Bombenerfolg (An Angel from Texas)
- 1940: Das Ultimatum für Bohrturm L 9 (Flowing Gold)
- 1942: Blondie’s Blessed Event
- 1943: Hit Parade of 1943
- 1943: Stage Door Canteen
- 1943: Riding High
- 1944: Pinky und Curly (Once Upon a Time)
- 1944: Das Korsarenschiff (The Princess and the Pirate)
- 1944: Sturzflug ins Glück (Practically Yours)
- 1945: The Man Who Walked Alone
- 1945: Die Seeteufel von Cartagena (The Spanish Main)
- 1946: Der Held des Tages (The Kid from Brooklyn)
- 1947: Ku Klux Klan – Banditen in Maske (The Burning Cross)
- 1947: Fremde Stadt (Magic Town)
- 1947: Dangerous Years
- 1948: Sie leben bei Nacht (They Live by Night)
- 1948: Sein Engel mit den zwei Pistolen (The Paleface)
- 1949: Panik um King Kong (Mighty Joe Young)
- 1950: Lach und wein mit mir (Riding High)
- 1951: M
- 1952: Invasion gegen USA (Invasion U.S.A.)
- 1957: Rindvieh Nr. 1 (Public Pigeon No. 1)
- 1957: Der Mann mit den 1000 Gesichtern (Man of a Thousand Faces)
- 1957: Drei Schritte vor der Hölle (Slaughter on Tenth Avenue)
- 1957: Perry Mason (Fernsehserie, eine Folge)
- 1959: Manche mögen’s heiß (Some Like It Hot)
- 1959: Josh (Wanted: Dead or Alive, Fernsehserie, zwei Folgen)
- 1959: Engel auf heißem Pflaster (Say One for Me)
- 1959: Bronco (Fernsehserie, eine Folge)
- 1959–1960: Sugarfoot (Fernsehserie, fünf Folgen)
- 1959–1961: Maverick (Fernsehserie, sechs Folgen)
- 1959–1961: Cheyenne (Fernsehserie, vier Folgen)
- 1960: Ich kaufte ein Chinesenmädchen (Walk Like a Dragon)
- 1961: 77 Sunset Strip (Fernsehserie, eine Folge)
- 1961/1963: Bonanza (Fernsehserie, zwei Folgen)
- 1961–1963: Westlich von Santa Fé (The Rifleman, Fernsehserie, elf Folgen)
- 1963: Eine total, total verrückte Welt (It’s a Mad, Mad, Mad, Mad World)
- 1963: Mein Onkel vom Mars (My Favorite Martian, Fernsehserie, eine Folge)
- 1963–1964: Tausend Meilen Staub (Rawhide, Fernsehserie, 13 Folgen)
- 1964: Amos Burke (Burke’s Law, Fernsehserie, vier Folgen)
- 1964–1965: Rauchende Colts (Gunsmoke, Fernsehserie, acht Folgen)
- 1965: Colorado Saloon 12 Uhr 10 (The Bounty Killer)
- 1965: Big Valley (The Big Valley, Fernsehserie, eine Folge)